# Paolo Nerozzi
Paolo Nerozzi (Bologna, 22 giugno 1949) è un sindacalista e politico italiano.

## Biografia
Impegnato nel sindacato, da fine anni '80 è nella segreteria regionale della CGIL emiliana, dal 1991 è in segreteria nazionale della Funzione Pubblica, di cui dal 1994 al 1997 è segretario generale; ha poi fatto parte dal 2000 al 2008 della Segreteria nazionale confederale della CGIL. 
Politicamente ha militato prima nei DS e poi in Sinistra Democratica, prima di uscirne nel 2008 e di passare al Partito Democratico, dove ha contribuito a fondare la corrente A Sinistra.
In vista delle elezioni politiche del 2008, lascia il suo incarico nella CGIL per essere candidato al Senato con il PD, risultando eletto. In vista delle primarie del 2009, si schiera a favore di Dario Franceschini. Nel 2010 presentò un disegno di legge per l'introduzione di un contratto di lavoro denominato "contratto unico di inserimento" ma la proposta non venne mai approvata,

## Pubblicazioni

### Libri
- La Funzione pubblica in Italia. Tre lezioni di storia sindacale, Edizioni Liberetà, Roma, 2018.